# Rory Sabbatini
Rory Mario Trevor Sabbatini (* 2. dubna 1976 Durban) je golfista jihoafrického původu, který od roku 2019 reprezentuje Slovensko.
Narodil se v Durbanu, má italské, irské a skotské předky. Reprezentoval Jihoafrickou republiku, má také britský a americký pas, po sňatku získal i občanství Slovenska. Jeho manželka Martina, rozená Štofaníková, je sestřenicí předsedy Slovenské golfové asociace Rastislava Antaly. Sabbatiniho manželka také působila jako jeho caddy.
Začínal v týmu University of Arizona, od roku 1998 hraje profesionálně. Na PGA Tour debutoval v roce 1999 a vyhrál ve své kariéře šest turnajů. Jeho nejvyšším postavením na světovém žebříčku bylo osmé místo v roce 2007. V roce 2003 získal spolu s Trevorem Immelmanem pro Jihoafrickou republiku Světový pohár v golfu. V roce 2007 byl druhý na Masters Tournament a s mezinárodním týmem vyhrál Presidents Cup. V roce 2019 spolu s Kevinem Twayem vyhrál QBE Shootout.
Na tokijském olympijském turnaji obsadil s celkově 267 ranami druhé místo. V závěrečném kole zahrál rekordních 61 ran (deset pod par) a zlepšil se o patnáct míst. Získal tak největší úspěch v historii slovenského golfu a vyjádřil naději, že tím přitáhne k tomuto sportu mládež.
Sabbatini je známý častými konflikty s jinými golfisty i fanoušky. Kontroverzi vyvolalo také jeho tetování, připomínající znak rasistického Afrikánského hnutí odporu. Sabbatini vysvětlil, že jde o tři písmena L, která znamenají „love, loyalty and laugh“ (láska, loajalita a smích).